# Choroszcz
Choroszcz is een stad in het Poolse woiwodschap Podlachië, gelegen in de powiat Białostocki en gemeente Choroszcz. De oppervlakte bedraagt 16,79 km², het inwonertal 5411 (2005).